# Traité de Hubertsbourg
Le traité de Hubertsbourg (en allemand : Frieden von Hubertusburg), fut signé le 15 février 1763 entre Frédéric II de Prusse et Marie-Thérèse d'Autriche dans le château homonyme et mit fin à la troisième guerre de Silésie. Par ce traité, la Prusse garda la Silésie mais dut rendre la Saxe au Saint-Empire.
Il fut signé cinq jours après le traité de Paris qui mit fin à la guerre de Sept Ans.
Le comte von Hertzberg signa le traité pour la Prusse.
Ces rivalités montrent que le Saint-Empire romain germanique ne constituait pas une unité dotée d'un pouvoir central suffisamment puissant pour faire régner la paix dans les territoires d'Empire.

## Traité entre la Prusse et l'Autriche
Ce traité consistait en 21 articles et deux clauses secrètes.
Marie-Thérèse d'Autriche et ses héritiers renoncent sans contrepartie à leurs prétentions territoriales sur les conquêtes de la Prusse, reconnues lors des préliminaires de Breslau et l'armistice de Berlin (1742). De son côté, la Prusse renonce à toute indemnité pour dommages de guerre envers l'Autriche.
Le traité stipule par la même occasion la fin des combats et le rappel des troupes. Le comté de Glatz et la place de Glatz, occupés militairement par l'Autriche, sont évacués et restitués à la Prusse, qui obtient de plus pour les sujets de ce comté un droit de trafic transfrontalier. La Prusse évacue, elle, l'électorat de Saxe. Tous les prisonniers de guerre et les civils arrêtés pendant les guerres de Silésie sont libérés, et les étrangers recrutés de force dans l'armée prussienne sont rendus à la vie civile. Les archives confisquées par les autorités autrichiennes sont remises à la Prusse. La Prusse obtient la liberté de culte pour ses sujets de Silésie ; elle reconnaît les frontières passées de cette province.
Les deux États s'engagent réciproquement à rétablir le commerce entre leurs provinces.
Par une clause secrète, le roi de Prusse s'engage à voter, en tant qu'électeur de Brandebourg, en faveur du fils de Marie-Thérèse, Joseph, pour l'élection du Roi des Romains (27 mars 1764) et à prendre parti pour la Maison de Habsbourg à la succession du duché de Modène.

## Sources
- (en) Silesian Wars. (2006). In Encyclopædia Britannica.  D'après une consultation sur l'Encyclopædia Britannica Premium Service le 11 juin 2006.